# ADSI
ADSI (от англ. Active Directory Service Interfaces — «интерфейсы службы Active Directory») — интерфейс программирования приложений, разработанный компанией Microsoft и предназначенный для доступа к различным службам каталогов, в первую очередь к Active Directory. ADSI позволяет создавать, изменять и удалять объекты в каталогах, выполнять поиск и т. д.